# Crna udovica (sastav)
Crna udovica je naziv bivšeg hrvatskog heavy metal glazbenog sastava iz Dubrovnika.

## Povijest
Hrvatski heavy metal sastav Crna udovica osnovan je 1982. godine u Dubrovniku. Osnivač sastava bio je gitarist Zvonko Kaitner – Doka – koji je oko sebe okupio najbolje mlade dubrovačke rock glazbenike onoga vremena. Najveći utjecaj na njih imali su tada Deep Purple, Led Zeppelin, Whitesnake i slični. Crna udovica je 1987. godine izdala svoj prvi i jedini album Sudbina u izdanju beogradske diskografske kuće PGP RTB. Od nekoliko hitova ovoga albuma napopularnija je bila pjesma Obala tuge čiji je tekstopisac bio Lukša Čokljat – Čolo. Album je trebao biti gotov mnogo ranije. Ljeta 1985. album se snimao u Sarajevu; snimanje je trajalo samo deset dana. No, tijekom remiksa dogodila se pogreška i bespovratno je nestao cijeli snimljeni materijal. Srećom, nisu posustali. S novim čovjekom u postavi snimili su ljeta 1986. album, a kao tonac u studiju pomagao im je tada nova producentska nada Nikša Bratoš.
Nastupili su na televizijskoj glazbenoj emisiji Stereoviziji gdje su se natjecali za najbolji demobend. Bili su drugi, iza Gibonnijeva Osmog putnika. Početkom 90-tih sastav je počeo snimanje svog drugog albuma za (PGP RTB), pod radnim naslovom Vina i benzina, ali album nikad nije objavljen.
U glazbenom sastavu Crna udovica je 1990. pjevao i Goran Karan, koji je nakon raspada grupe zajedno sa Zvonkom Kaitnerom osnovao sastav Big Blue, a potom nastavio samostalnu karijeru kao solo izvođač. Crna udovica raspala se 1990. godine i za sobom ostavila nekoliko pjesama (Utjeha kose, Sablasna kočija, Budite uvijek sa nama) koje su trebale biti na prvom albumu Sudbina ali zbog loše snimke i kratkog vremena su odustali od tih pjesama.
Nakon raspada Crne udovice, prvi vokal Davor Erceg je započeo solo karijeru, a zatim postao prvi vokal dubrovačkog sastava Atlantida, Goran Karan je zajedno sa Zvonkom Kaitnerom osnovao sastav Big Blue, a Enes Omerčahić je neko vrijeme bio klavijaturist Parnog valjka.
Kaitner je napravio glazbenu karijeru u inozemstvu, surađujući s poznatim svjetskim glazbenim imenima kao što su Ian Paice (Deep Purple), Jon Lord (Deep Purple), Don Airey (Deep Purple), Neil Murray (Whitesnake), Paul McCartney, s kojima je nastupao po svijetu odnosno snimao studijske glazbene dionice.
Nakon raspada Crna udovica održala je dva koncerta, od kojih je prvi održan 26. kolovoza 2008. godine u dubrovačkoj tvrđavi Revelin. Ovim je koncertom obilježena 25. obljetnica osnutka sastava.

## Članovi sastava
Članovi:

### Originalna postava
- Zvonko Kaitner Doka (gitara, skladanje)
- Davor Erceg (vokal)
- Enes Omerčahić (klavijature)
- Željko Mirović Miš (bas-gitara)
- Pero Baule (bubnjevi)

### Bivši članovi
- Goran Karan (vokal)
- Željko Lale (bas-gitara)
- Velibor Bobo Rajačić (bubnjevi)
- Dario Pavlović (vokal)
- Srđan Kera (klavijature)
- Nikša Benić (bas)
- Davor Bušić (bas)
- Mateo Šuljak (klavijature)
- Mato Kralj (vokal)
- Lukša Čokljat Čolo (vokal, tekstovi, skladanje)
- Ervin Baučić (vokal)

## Diskografija
- Sudbina (1987., PGP RTB)
- Vina i benzina (snimanje je bilo u tijeku, album nije objavljen)

## Vanjske poveznice
- Slobodna Dalmacija - Crna udovica bacila publiku u trans
- Dulist - Tako se to nekad radilo